# 彼女がその名を知らない鳥たち
『彼女がその名を知らない鳥たち』（かのじょがそのなをしらないとりたち）は、沼田まほかるのミステリー小説。2006年10月1日に幻冬舎より刊行された。2017年に映画化された。

## あらすじ
十和子は言い知れぬ欲求不満を抱えながら毎日を過ごしていた。同居人である陣治が何の取り柄もない野卑で不潔な男であり、僅かばかりの給金すら貰えれば後は顔も見たくない存在だからだ。十和子はかつて恋仲であった精悍な男・黒崎を思い出しては嘆息を洩らすのだった。
そんなある日、故障してしまった思い出の腕時計について十和子がクレームをつけたデパート社員・水島が、詫びの品をもって家を訪れる。頑なな態度を崩さない十和子に、水島は濃厚な接吻を与えその心をとろけさせた。情事を重ねてか家を頻繁に空けるようになった彼女を叱りに、姉である美鈴がやってくるが、あくまで陣治は十和子をかばい続け美鈴に呆れられた。特に黒崎とよりを戻したかと疑う美鈴に、陣治は「それはあり得ない」と力を声にこめた。
そして、同じころ十和子は刑事の訪問を受け、黒崎が5年も前から失踪していると聞き驚く。真相を知りたくて黒崎の妻に会いに行く彼女は、そこで意外な人物と顔を合わせる。国枝というその老人は十和子を以前慰み者にした男だった。実力者である国枝の後ろ盾を得るべく黒崎は十和子を貢物として捧げ、その結果国枝の姪を花嫁に迎えた…そんな過去の記憶が十和子の胸によみがえった。思い出したことはそれだけではない。黒崎と別れた彼女が帰宅すると、陣治が「会社で殴られた」といって血に汚れた衣服を洗っていたのだ。
何か謎がある。戸惑う十和子は一方で水島の態度のよそよそしさに気づく。彼もまた十和子との関係を遊びとしか思っていなかったのだ。そんな裏事情を尾行によって得ていた陣治は、十和子に、またえらいことになるで、と水島と手を切るように訴える。だが、十和子は陣治の言動に反発し、何かに憑かれたかのように水島に会いに出かけるのだった。

## 映画
2017年10月28日公開の日本映画。R15+指定作品。
蒼井優と阿部サダヲのダブル主演。

### キャスト
- 北原十和子：蒼井優
- 佐野陣治：阿部サダヲ
- 水島真：松坂桃李
- 國枝カヨ：村川絵梨
- 刑事・酒田：赤堀雅秋
- 野々山美鈴：赤澤ムック
- 國枝：中嶋しゅう
- 黒崎俊一：竹野内豊

### スタッフ
- 原作：沼田まほかる「彼女がその名を知らない鳥たち」（幻冬舎文庫）
- 監督：白石和彌
- 脚本：浅野妙子
- 音楽：大間々昂
- エグゼクティブプロデューサー：藤本款
- プロデューサー：深瀬和美、山本晃久
- 企画・プロデューサー：西口典子
- 撮影：灰原隆裕
- 美術：今村力
- 照明：舟橋正生
- 録音：浦田和治
- 編集：加藤ひとみ
- 衣装：高橋さやか
- ヘアメイク：有路涼子
- 助監督：茂木克仁
- 制作担当：宮森隆介
- 助成：文化庁文化芸術振興費補助金
- 配給：クロックワークス
- 制作プロダクション：C&Iエンタテインメント
- 製作：映画「彼女がその名を知らない鳥たち」製作委員会（クロックワークス、日活、テレビ大阪、朝日放送、C&Iエンタテインメント、クオラス、ポニーキャニオンエンタープライズ、ひかりTV）

### 受賞歴
- 第42回報知映画賞 主演女優賞 - 蒼井優[1]
- 第39回ヨコハマ映画祭[2]
  - 日本映画ベストテン第3位[3]
  - 監督賞 - 白石和彌
  - 主演女優賞 - 蒼井優
  - 助演男優賞 - 松坂桃李
- 第30回日刊スポーツ映画大賞・石原裕次郎賞
  - 主演女優賞 - 蒼井優
- 第91回キネマ旬報ベスト・テン[4]
  - 日本映画ベストテン9位
  - 主演女優賞 - 蒼井優
- 第60回ブルーリボン賞[5]
  - 監督賞 ｰ 白石和彌
  - 主演男優賞 - 阿部サダヲ
- 第41回日本アカデミー賞[6]
  - 最優秀主演女優賞 - 蒼井優
- 第22回日本インターネット映画大賞[7]
  - 主演女優賞 - 蒼井優
- 27回日本映画プロフェッショナル大賞
  - ベストテン第7位